# Майнот, Джордж
Джордж Ри́чардс Ма́йнот (англ. George Richards Minot; 2 декабря 1885, Бостон, Массачусетс (США) — 25 февраля 1950) — американский патофизиолог и гематолог, лауреат Нобелевской премии по физиологии и медицине в 1934 году (совместно с Джорджем Уиплом и Уильямом Мёрфи) «за открытия, связанные с применением печени в лечении пернициозной анемии».
Член Национальной академии наук США (1937).

## Биография

### Ранняя жизнь
Джордж Ричардс Майнот родился в Бостоне, штат Массачусетс, в семье Джеймса Джексона Майнота (1853—1938) и Элизабет Уитни. Его отец был врачом, один из прадедов — сооснователем Массачусетской больницы общего профиля. Сначала у Джорджа появился интерес к естественным наукам, а затем к медицине.

### Образование
Майнот получил степень бакалавра в Гарвардском колледже в 1908 году, а в 1912 году получил степень Доктора медицины в Гарвардской медицинской школе. С 1913 по 1915 год он работал в лаборатории в Школе медицины Джонса Хопкинса, изучая белки, разжижающие кровь, такие как антитромбин. В 1915 году он получил должность в Массачусетской больнице общего профиля, где начал исследования анемии. Во время Первой мировой войны Джордж работал хирургом в армии США.